# Håkon Moe Berg
Håkon Moe Berg, född 26 juni 2006, är en norsk medeldistanslöpare.

## Karriär
Moe Berg gjorde internationell mästerskapsdebut vid U18-EM 2022 i Jerusalem, där han slutade på fjärde plats på 1 500 meter på tiden 3.52,94. Följande år slutade Moe Berg på nionde plats på 3 000 meter vid U20-EM 2023 i Jerusalem på tiden 8.51,61. 2024 slutade han på sjätte plats på 1 500 meter vid U20-VM i Lima på tiden 3.43,48.
År 2025 tävlade Moe Berg för Norge i andradivisionen vid europeiska lagmästerskapen 2025 i Maribor, där han slutade på andra plats på 1 500 meter på tiden 3.42,76 bakom belgaren Ruben Verheyden. Samma år tog Moe Berg guld på både 1 500 meter och 3 000 meter vid U20-EM i Tammerfors efter lopp på tiderna 3.47,36 respektive 8.43,20.
Moe Berg har blivit norsk mästare en gång på 1 500 meter (2025) och inomhusmästare en gång på 1 500 meter (2024).

## Personliga rekord
- 1 500 meter: 3.35,41 min, 12 juni 2025 i Oslo
  - 1 500 meter (inomhus): 3.39,21 min, 18 januari 2025 i Göteborg
- 3 000 meter: 7.55,82 min, 9 augusti 2024 i Jessheim